# الغريب الغامض
رواية الغريب الغامض، هي رواية غير مكتملة للمؤلف الأمريكي مارك توين، عمل عليها بشكل متقطع بين عامي 1897 و1908. كتب توين عدة إصدارات لقصة واحدة، تتضمن كل واحدة منها شخصية خارقة للطبيعة تسمى «الشيطان» أو «الرقم 44». لم يُنهِ توين أيًا من هذه النسخ بشكل كامل (على الرغم من وجود من يعتبر الإصدار الأخير الرقم 44، الغريب الغامض إصدارًا كاملًا).

## الإصدارات
تختلف القصص الثلاث في الطول، إذ تشتمل الأولى منها التي تحمل عنوان سيرة الشيطان الشاب على 55 ألف كلمة، بينما تتألف القصة الثانية مدرسة هيل من 15,300 كلمة، أمّا النسخة الثالثة الغريب الغامض، فتتألف من 65 ألف كلمة.

### «قِسْم سانت بطرسبرغ»
ألف توين رواية «قِسْم سانت بطرسبرغ» في شهر سبتمبر من عام 1897. تدور أحداث هذه القصة في بلدة سانت بطرسبرغ الخيالية (وهو اسم يستخدمه توين عادة لمدينة هانيبال الواقعة في ولاية ميزوري الأمريكية). عاد توين في ما بعد لينقّح هذا الإصدار ويزيل جميع الكلمات التي تشير إلى مدينة سانت بطرسبرغ، واستخدم النص المنقح في إصدار سيرة الشيطان الشاب.

### سيرة الشيطان الشاب
تحمل النسخة الأولى من الرواية عنوان سيرة الشيطان الشاب (ويشار إليها في بعض الأحيان بأنها نسخة «إيزلدروف«)، وتتحدث عن مغامرات الشيطان البريء الذي تربطه صلة قرابة بإبليس التوراتي (ابن أخيه)، في مدينة إيزيدلروف النمساوية في عام 1702. كتب توين هذه النسخة في الفترة ما بين شهر نوفمبر من عام 1897 وشهر سبتمبر من عام 1900. كلمة «إيزيلدروف» هي الترجمة الألمانية لـ«بلدة الحمار».

### مدرسة هيل
يُعرف النص الثاني الذي عمل توين على إنهائه باسم مدرسة هيل (أو «هانيبال»). ألّف توين هذه النسخة في الولايات المتحدة الأمريكية، وتدور أحداث هذا الإصدار، تمامًا كما إصدار «قسم سانت بطرسبرغ»، في مدينة سانت بطرسبرغ الخيالية، وتتمحور أحداثها حول شخصيتين اثنتين لهما شعبية واسعة هما هاكلبيري فين وتوم سوير، وحول مغامراتهما مع الشيطان الذي يُشار إليه في هذه النسخة باسم «الرقم 44، السلسلة 864962 الجديدة». بدأ توين بكتابة هذا الإصدار في شهر نوفمبر من عام 1898.

### الرقم 44، الغريب الغامض
تدور أحداث النص الثالث، الذي يحمل عنوان الرقم 44، الغريب الغامض: أن تكون أسطورة قديمة عُثر عليها في إبريق وأن تنتقل بحرية خارجه، والتي تعرف أيضًا باسم نسخة «محل الطباعة»، في النمسا عام 1490 (أي بعد فترة قصيرة من اختراع آلة الطباعة). تحكي هذه النسخة عن الشكل الغامض لـ«الرقم 44» الذي يظهر على باب المطبعة، والذي تستخدمه القوى الإلهية لكشف عبثية الوجود البشري. يتحدث هذا الإصدار أيضًا عن فكرة ازدواجية الذات التي كانت تشغل بال توين في الفترة الأخيرة من حياته، والمكونة من «الذات اليقظة»، و«الذات الحالمة». يستكشف توين هذه الأفكار من خلال استخدام «النسخ المتطابقة»، وهي نسخ من عمال المطبعة صنعها «الرقم 44». يشتمل هذا الإصدار على النهاية الفعلية، إلّا أنه ما يزال يحوي الكثير من العيوب، وما يزال اعتباره عملًا متكاملًا أمرًا جدليًا إلى حد كبير. كتب توين هذه النسخة في الفترة بين عامي 1902 و1908.